# Jean Parvulesco
Pour les articles homonymes, voir Parvulesco.
Jean Parvulesco, né en 1928 en Roumanie et mort le 21 novembre 2010 à Boulogne-Billancourt,, est un écrivain et journaliste français.
Héritier de la pensée de la Tradition dans la lignée pérennialiste de René Guénon, mais aussi et surtout de celle de Julius Evola, sympathisant de la Nouvelle Droite et catholique atypique proche d'un panthéisme tellurique, il est surtout connu pour ses nombreux romans et son style d'écriture nouveau et poétique, mêlé d'intuitions et d'énigmes « mystiques ».

## Biographie
Né en Roumanie en 1928, ayant fait l'école des cadets, Ion Pârvulescu fuit le tout nouveau régime communiste de Roumanie en juillet 1948 en traversant le Danube à la nage pour passer en Yougoslavie. Arrêté par les Yougoslaves, expédié dans un camp politique de travaux forcés près de Tuzla, il s'en échappe pour rejoindre clandestinement l'Autriche en août 1949. Il arrive à Paris en 1950, et suit alors des cours de philosophie et de lettres à la Sorbonne sans s'y consacrer sérieusement, préférant fréquenter les cercles littéraires, artistiques et cinématographiques. Il est par ailleurs secrétaire général du « Centre syndical des journalistes et publicistes roumains démocrates réfugiés », fondé en 1950 et comptant une trentaine de membres. Il est naturalisé français.
En février 1978, il fait partie des membres fondateurs du Comité des intellectuels pour l'Europe des libertés.
Auteur d'une œuvre abondante et variée (romans, essais et poésies), revendiquant de très nombreuses influences littéraires, Jean Parvulesco a commencé à publier à partir des années 1980. Il se rapproche du Groupement de recherche et d'études pour la civilisation européenne (GRECE) puis de sa scission Synergies européennes, ainsi que de Raymond Abellio, Jacques Bergier, Arno Breker, Jean Daniélou, Guy Dupré, Mircea Eliade, Vintila Horia, Henry Montaigu, Louis Pauwels, Dominique de Roux et, dans le monde du spectacle, de Jean-Luc Godard et d'actrices telles que Carole Bouquet, Aurora Cornu, Ava Gardner ou Bulle Ogier.
Il a été en relation avec des auteurs aussi divers que Pierre Boutang, Alain de Benoist, Marguerite Duras, Julius Evola, Martin Heidegger, Michel Marmin, Ezra Pound, Michel d'Urance… En 1973, il rencontre Michel Mourlet qui dirige alors le magazine Matulu et il y publie un long article sur Le Cercle rouge de Jean-Pierre Melville. Par ailleurs, il a publié sur Mourlet trois études importantes : Renaissance de la tragédie (postface de la Sanglière, Loris Talmart, 1987), Ce qui se cache derrière la Chanson de Maguelonne (La Revue littéraire, Éditions Leo Scheer, no 16, juillet 2005) et Histoire d'un maléfice (Cinq Chemins secrets dans la nuit (DVX, 2008).
Fréquentant les milieux nationalistes-révolutionnaires aux côtés de Jean Dides (entre autres) à partir de la fin des années 1950, il admire l'Organisation de l'armée secrète (OAS) et appartient au Mouvement nationaliste révolutionnaire. Il écrira ensuite des articles géopolitiques dans diverses publications, dont le quotidien Combat, préconisant la mise en place d'un « axe Paris-Berlin-Moscou » pour contrer l'« hégémonie anglo-saxonne », concept précédemment avancé par Gabriel Hanotaux et évoqué par Raymond Abellio dans le deuxième tome de ses mémoires Les Militants.
Un personnage d'écrivain portant son nom apparaît dans À bout de souffle en 1959 ; comme à cause de sa proximité avec l'OAS il est en Espagne au moment du tournage, c'est Jean-Pierre Melville qui l'interprète, pour des raisons de ressemblance physique. Antoine de Baecque voit cette apparition comme une « référence souterrainement cryptée à un jeune fasciste d’origine roumaine, Jean Parvulesco, rencontré par Godard au ciné-club du Quartier latin, qui le fascine par ses prises de position radicalement extrémistes, admirateur fervent des légions du général Franco et de la Nouvelle Vague ». Il apparaît également chez Éric Rohmer (L'Arbre, le Maire et la Médiathèque), Barbet Schroeder (Maîtresse), etc. De juin à août 1960, il publie dans la revue espagnole phalangiste Primer Plano une série de sept articles particulièrement favorables à la Nouvelle Vague, tentant de démontrer que celle-ci est imprégnée d'idées d'extrême droite : l'universitaire Hélène Lioger relève qu'il « semble particulièrement bien informé sur les films et les metteurs en scène de la Nouvelle Vague », affirmant même connaître ceux-ci. 
Jean Parvulesco a collaboré à Matulu, La Place royale, Contrelittérature, Éléments, Nouvelle École, Rébellion, L'Athenaeum (revue internationale russe), La Revue littéraire… Il a été également proche du scénariste-réalisateur Tony Baillargeat, qui a annoncé vouloir lui consacrer un documentaire. Il a aussi été figurant dans Maîtresse de Barbet Schroeder, film dans les premières scènes duquel il ouvre une porte à Gérard Depardieu, avant de l'éconduire. En 1996, il apparaît dans un roman de Bertrand Delcour, Blocus solus, qui tourne autour de la figure de Guy Debord.
Le traducteur et essayiste Philippe Baillet, qui l'a connu, le dépeint comme un « inénarrable farceur et fou littéraire (mais fou d'une folie feinte et contrôlée) » .
En 2017, un colloque international s’est tenu à propos de son œuvre en Moldavie.
Christophe Bourseiller, proche de Jean-Luc Godard dans son enfance, et ayant rencontré Jean Parvulesco en 2010 pour l'inviter à l'émission télévisée Ce soir (ou jamais !), a consacré son livre En cherchant Parvulesco aux relations entre eux trois.

### Vie privée
Jean Parvulesco est le père de l'écrivain et journaliste Constantin Parvulesco qui vivrait désormais retiré dans un monastère des Carpates sous le nom de Père Nikandros[réf. souhaitée]. Il est le grand-père de Stanislas Parvulesco, l’un des prétendants au « trône » d'Araucanie-Patagonie.

## Thèses politiques et géopolitiques
Rendant compte de ses articles publiés dans Primer plano sur la Nouvelle Vague, l'universitaire Hélène Liogier indique qu'« il défend les vertus de l'ordre dicté par la papauté et la monarchie », est « en faveur d'un nationalisme aux frontières européennes », « fait l'éloge de l'action de la violence », stigmatise les philosophes des Lumières et Jean-Paul Sartre, condamne la « décadence de la bourgeoisie capitaliste et libérale », fait preuve d'« un anticommunisme exacerbé et d'une pointe d'antisémitisme », est « convaincu de l'existence d'un complot, orchestré par des forces subversives ». Il admire Drieu la Rochelle, qu'il considère comme un véritable messie, et déplore la défaite de l'Allemagne au terme de la Seconde Guerre mondiale. 
Il défend la construction de l'Eurasie comme « lieu d'affrontement dialectique des États-Unis et de l'URSS » aboutissant à « l'assomption finale de l'ensemble vers une nouvelle unité de civilisation [au sein] d'une même communauté de civilisation, d'être et de destin », ce en quoi l'historien Nicolas Lebourg voit « une reformulation géopolitico-ésotériste des thèses nationalistes-européennes sur le monde blanc, et de la préfiguration des thèses fin de siècle sur la nouvelle entente eurasio-américaine dite du « Septentrion » ». Par opposition à l'impérialisme américain, il affirme que l'URSS sauvera la race blanche. Après la dislocation de l'URSS, il prône « l'empire grand-européen eurasiatique » réunissant « l'Europe de l'Ouest et l'Europe de l'Est, la Russie et la Grande Sibérie, l'Inde et le Japon ». Il décrit Vladimir Poutine comme « une représentation sur terre du Christ pantocrator » préparant l'avènement de « l'Empire eurasiatique de la Fin ». Nicolas Lebourg souligne qu'« alors que les extrêmes droites françaises pensaient à travers le filtre de la Guerre froide, Parvulesco a remis à l'honneur le thème de l'axe Paris-Berlin-Moscou, sujet de réflexion dans la diplomatie française depuis un siècle ».
Selon Nicolas Lebourg, Jean Parvulesco « a sans douté été un des premiers auteurs à introduire Mackinder dans la mouvance nationaliste française, dans une revue qu'il anima avec Yves Bataille ». Il est le traducteur des premiers textes de Francis Parker Yockey et l'un des inspirateurs revendiqués par l'idéologue russe Alexandre Douguine.
Selon Nicolas Lebourg, « Parvulesco fut un passeur d'idées international des marges, sa postérité est celle d’un nom devenu mot de passe, très spécifique, mais contribuant à un imaginaire politique transnational ».

## Ouvrages
- La Miséricordieuse Couronne du Tantra, Ethos, 1978[14] ;
- Imperium, Les Autres Mondes, 1980 ;
- Traité de la chasse au faucon, Éditions de L'Herne, 1984 ;
- Diane devant les portes de Memphis, Catena Aurea, 1986 ;
- La Spirale prophétique, Guy Trédaniel, 1986 : Grand Prix National de la Place royale ;
- La Servante Portugaise, L'Âge d'Homme, 1987 : Grand Prix Continental des Éditions des Nouvelles Littératures Européennes et du Comité des Sept ;
- Le Manteau de glace, Guy Trédaniel, 1987 ;
- Le Soleil rouge de Raymond Abellio, Guy Trédaniel, 1987 ;
- India, Éditions Styles, 1988 ;
- Les Mystères de la Villa Atlantis, L'Âge d'Homme, 1990 ;
- Journal de l'Île de Pâques, Præceptum, 1990 ;
- L'Étoile de l'Empire invisible (préface de Guy Dupré), Guy Trédaniel, 1994 ;
- Les Fondements géopolitiques du grand gaullisme, Guy Trédaniel, 1995 ;
- Rapport secret à la nonciature, Guy Trédaniel, 1995 ;
- Le Gué des louves, Guy Trédaniel, 1995 ;
- Le Retour des Grands Temps, Guy Trédaniel, 1997 ;
- Versailles, Guy Trédaniel, 1998 ;
- La Conspiration des noces polaires, Guy Trédaniel, 1998 ;
- Un bal masqué à Genève, Guy Trédaniel, 1999 : Prix des Treize ;
- Rendez-vous au Manoir du Lac, Jean Curutchet, 2000, réédition Alexipharmaque, 2011 ;
- Le Visage des abîmes, L'Âge d'Homme, 2001 ;
- La Pyramide des braises, Alexandre, 2001 ;
- La Stratégie des ténèbres, Guy Trédaniel, 2003 ;
- En approchant la jonction de Vénus, Arma Artis, 2004 ;
- Mission secrète à Bagdad, E-Dite, 2004 ;
- Une stratégie transcendantale pour la « Grande Europe », DVX, 2004 ;
- Vladimir Poutine et l'Eurasie, Amis de la Culture Européenne, 2005 ;
- Investir l'histoire. Au sujet de Michel d'Urance, « Jalons pour une éthique rebelle », DVX, Marseille, 2005 ;
- L'élu du serpent rouge de Jean-Paul Bourre, DVX, 2006 ;
- Le Sentier perdu, Alexipharmaque, 2007 ;
- Henry Montaigu clandestinement en Colchide, DVX, 2007 ;
- Dans la forêt de Fontainebleau, Alexipharmaque, 2007 ;
- L'Étrange Knut Hamsun, DVX, 2008 ;
- Cinq Chemins secrets dans la nuit (Pound, Tisserant, Mourlet, Eliade, La contrelittérature frappe à l'Est), DVX, 2008 ;
- La Confirmation Boréale, Alexipharmaque, 2010 ;
- Un retour en Colchide (préface de Michel d'Urance), Guy Trédaniel, 2010.

### Traduction
- Ana Novac, Les Beaux jours de ma jeunesse, 1968 (BNF 33119107)